# Francisca Bello
María Francisca Bello Campos (Santiago de Chile, 17 de septiembre de 1987) es una psicóloga, activista feminista y política chilena. Elegida diputada por el distrito 6 en 2021, es una de las primeras parlamentarias chilenas abiertamente bisexuales.

## Primeros años y estudios
Nacida en Santiago de Chile, creció en la comuna de San Felipe, donde realizó sus estudios básicos en el Colegio Alemán de San Felipe y completó la educación media en el Liceo Bicentenario Corina Urbina Villanueva. Más tarde, continuó su formación académica estudiando Psicología en la Universidad Andrés Bello.

## Carrera política
Desde joven ha sido adherente al Partido Socialista, y participó activamente en la Federación de Estudiantes de la Universidad Andrés Bello. En las elecciones municipales de 2021 postuló para la alcaldía de San Felipe representando al Frente Amplio, sin resultar electa. Posteriormente, en las elecciones parlamentarias desarrolladas en noviembre del mismo año, Bello fue elegida diputada por el distrito 6 por el pacto Apruebo Dignidad junto a Diego Ibáñez; ella es abiertamente bisexual, siendo una de las parlamentarias representantes de la diversidad sexual junto a Camila Musante, Marcela Riquelme y Emilia Schneider.

## Historial electoral

### Elecciones municipales de 2021
- Elecciones municipales de 2021 para la alcaldía de San Felipe

### Elecciones parlamentarias de 2021
- Elecciones parlamentarias de 2021, candidata a diputada por el Distrito N°6 (Cabildo, Calle Larga, Catemu, Hijuelas, La Calera, La Cruz, La Ligua, Limache, Llay Llay, Los Andes, Nogales, Olmué, Panquehue, Papudo, Petorca, Puchuncaví, Putaendo, Quillota, Quilpué, Quintero, Rinconada, San Esteban, San Felipe, Santa María, Villa Alemana y Zapallar).